# Георги Костов (кмет)
Вижте пояснителната страница за други личности с името Георги Костов.
Георги Костов Богданов (по прякор Левака) е български партизанин и политик от БКП.

## Биография

### Произход и младежки години
Георги Богданов е роден на 21 октомври 1915 година в град Варна. Произхожда от пролетарско семейство. Член е на БКП (т.с.) от 1934 година, където в периода 1933 – 1934 и 1935 година е секретар на Областния комитет на РМС в град Варна. Заедно с това е член на Политбюрото в ОК на БКП (т.с.). Излиза в нелегалност и участва като партизанин в бойни групи, за което е арестуван през 1941 година и държан затворен до 1943 година. Секретар на ОК на БРП (т.с.) във Варна (1941).

### Политическа кариера, 1944 – 1989
След преврата от 9 септември 1944 година Богданов е началник на полицейското управление в родния град и началник на областното управление на МВР. Член е на Областния комитет в град Варна от 21 ноември 1944 г. Заема и държавни длъжности: посланик в Израел и Турция, кмет на град Варна (1956 – 1957), препоръчан и назначен от ГК на БКП и съветник в посолството в Москва (до 1959 година).
В периода 1959 – 1961 година е посланик в Корея, 1963 – 1969 година в Румъния и 1971 – 1973 година в Полша. Бил е член на Централната контролна ревизионна комисия (ЦКРК) между 1958 и 1966 година. От 19 ноември 1966 до 2 април 1976 година е член на Централния комитет (ЦК) на БКП.
Георги Богданов умира през 1995 година.